# The Sims 4: Seasons
The Sims 4: Seasons peti je paket proširenja za The Sims 4 koji je objavljen 22. lipnja 2018. U igru uvodi godišnja doba i praznike. Igra koristi elemente iz The Sims 2: Seasons i The Sims 3: Seasons. 

## Igra
- Nova karijera: Vrtlarstvo[3]
- Nove mogućnosti i interakcije igara: Godišnja doba, vrijeme, praznici, kalendar[4][5]
- Novi interaktivni objekti: termostat, dječji bazen[6]
- Nove smrti: toplotni udar, smrzavanje, udarac groma, davanje buketa smrtnog cvijeća starijoj[6][4][7]

### Praznici
Četiri su unaprijed pripremljena praznika: Dan ljubavi, Harvestfest, Winterfest i Silvestrovo. Ovo simulira praznike u stvarnom svijetu. Za razliku od prethodnih igara, igrač može stvoriti vlastiti praznik pomoću značajke Kalendar. Ono što jedan praznik razlikuje od drugog jesu njegove tradicije.
Tradicije su aktivnosti koje Sims rade praznicima. Primjerice, na novogodišnji blagdan Sims žele donijeti odluke i odbrojavati do ponoći. Blagdani utječu ne samo na igrača Sims, već i na Sims u istoj datoteci spremanja.
Osim zadanih praznika i praznika koje su stvorili igrači, neki se događaju slučajno. Na primjer, Neighborhood Brawl blagdan je borbe koji se nasumično pokreće kao mali praznik.

### Kalendar
The Sims 4: Seasons predstavlja novu ikonu kalendara koja prikazuje igrače planirane i nadolazeće događaje za njihove Simse. Ikona kalendara također se može koristiti za unaprijed planiranje novih događaja.